# 張若霳
張若霳（？—？，其中「霳」通「隆」），字樹堂，中國清朝官員，安徽桐城人。
張若霳為拔貢出身，於乾隆十一年（1746年）由漳州府同知調署台灣府海防補盜同知。品等為正五品的該官職隸屬於台灣府，主管船政治安業務，相當於副知府。翌年十一月，他再兼任台灣府台灣縣知縣。期間任《重修臺灣府志》「監刻」。